# Stazione di Hatsuishi
La stazione di Hatsuishi (初石駅?, Hatsuishi-eki) è una fermata ferroviaria della città giapponese di Nagareyama della prefettura di Chiba ed è servita dalla linea Tōbu Noda (Tōbu Urban Park Line) delle Ferrovie Tōbu.

## Linee
Ferrovie Tōbu
 Linea Tōbu Noda

## Struttura
La stazione è realizzata in superficie, con due marciapiedi laterali e due binari passanti. Il fabbricato viaggiatori è realizzato a ponte, sul piano del ferro, e collegato ai marciapiedi da scale fisse e ascensori.
| 1 | ● Linea Tōbu Noda | per Nodashi, Kasukabe, Iwatsuki e Ōmiya                                 |
| 2 | ● Linea Tōbu Noda | per Nagareyama-ōtakanomori, Kashiwa, Mutsumi, Shin-Kamagaya e Funabashi |

## Stazioni adiacenti
| «          | Servizio   | »                      |
| Linea Noda | Linea Noda | Linea Noda             |
| ---------- | ---------- | ---------------------- |
| Edogawadai | Locale     | Nagareyama-ōtakanomori |